# Sorgo (famiglia)
|                                        |  |
| Gli stemmi dei Sorgo e dei Sorgo-Cerva |  |

La famiglia Sorgo (nelle fonti anche Surgo, Sorco o Surco, in croato anche Sorkočević o Sorgočević) fu una delle più antiche famiglie nobili della Repubblica di Ragusa.

## Storia
Le origini della famiglia rimangono per lo più oscure, anche se pare che fossero nativi di Cattaro. Un'altra tradizione li fa venire invece dalla zona di Capo Redoni (o Capo Rodoni) in Albania.
L'Almanacco di Gotha li enumera fra le undici famiglie del più antico Patriziato Sovrano Originario della Repubblica ancora residenti in città alla metà del XIX secolo.
Un tempo si raccontava che derivassero il proprio cognome dall'aver importato in tempo di carestia a Ragusa, sulla fine del Duecento, una gran quantità di biade, fra le quali proprio il sorgo.
Aggregati al patriziato nel 1272, diedero alla Repubblica un gran numero di uomini politici, prosatori e letterati: fra il XIV e il XV secolo, appartennero alla famiglia Sorgo ben 610 alti funzionari statali, pari al 6,92% sul totale nell'intero periodo. Allo stesso modo, fra il 1440 e il 1640 i Sorgo contarono 190 membri del Maggior Consiglio: l'8,63% del totale. In questi duecento anni, ottennero anche 235 cariche senatoriali (7,19%), 167 volte la qualifica di Rettore della Repubblica (7,01%), 147 membri del Minor Consiglio (6,79%) e 62 Guardiani della Giustizia (7,55%).
Imparentati con altre nobili famiglie ragusee, i Sorgo si divisero in diversi rami, talvolta assumendo un soprannome particolare: fra il 1373 e il 1403 appaiono nelle fonti i Sorgo-Pastusina, così come nel 1325 i Sorgo-Pesta.
Un ramo dei Sorgo unì nome e stemma a quelli dei nobili Cerva, in seguito a testamento.
La loro nobiltà venne riconosciuta dalla Casa d'Austria nel 1817, ma il ramo principale raguseo si estinse nel XIX secolo. La famiglia Sorgo continua tuttora con un ramo collaterale residente fra Giuppana e Londra, col cognome Mirošević-Sorgo.
Tuttora risultano presenti fra l'Istria, Trieste e Fiume delle famiglie Sorgo (spesso il cognome viene traslitterato in croato come Šorgo): i primi si insediarono nel 1613-1614 nel territorio di Verteneglio, ramificandosi poi anche a Cittanova, Umago e Pirano.

## Personalità notabili (in ordine cronologico)
- Gian Francesco Sorgo (1706 - 1771) - Giurista e poeta, noto sia per la produzione propria che per le traduzioni in illirico di alcuni drammi, commedie e poesie.
- Luca Sorgo (1734 - 1789) - Compositore.
- Gian Michele Antonio (? - 1796?) - Editore e scrittore.
- Antonio Sorgo (1775 - 1841) - Figlio di Luca, fu compositore, diplomatico e scrittore.